# Oldershausen (Adelsgeschlecht)

Wappen derer von Oldershausen

Oldershausen, im 13. Jahrhundert noch Altwardeshusen, Oltwardeshusen, danach auch Olderdeshusen, Oldershusen, ist der Name eines niedersächsischen Uradelsgeschlechts, das erstmals 1197 auf seinem Stammsitz Oldershausen bei Northeim urkundlich erwähnt wird, den es bis heute besitzt.
Die Oldershausen hatten zudem seit 1291 über Jahrhunderte das Amt des Erbmarschalls im Herzogtum Braunschweig-Lüneburg und im späteren Königreich Hannover inne.

## Geschichte

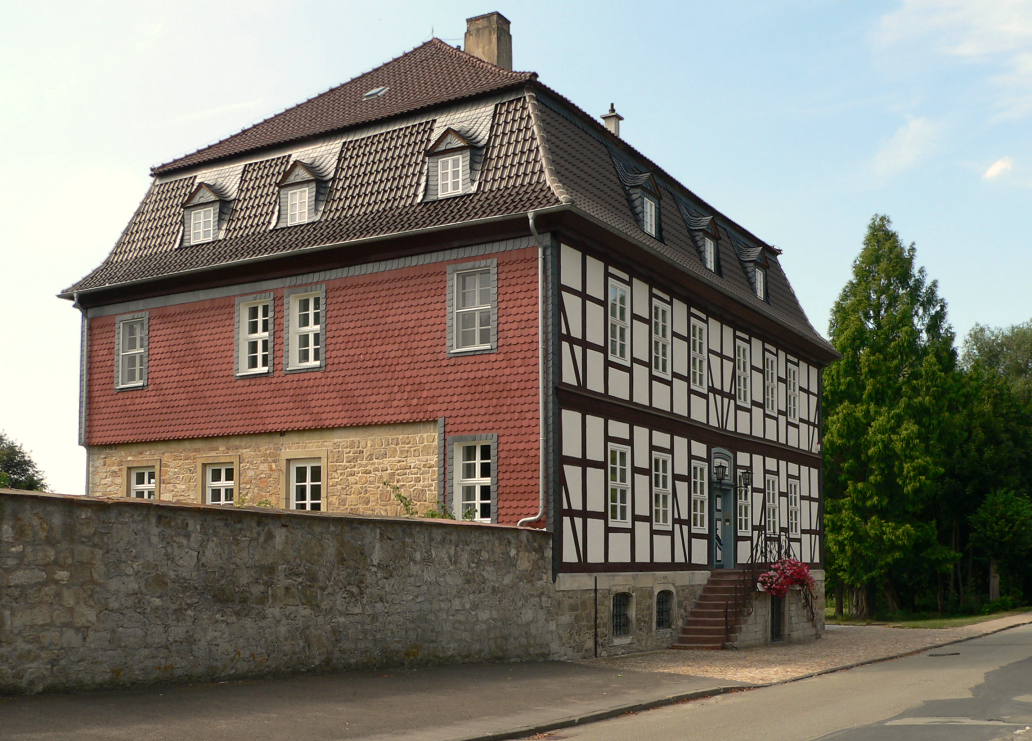
Das 1781 erbaute Amtshaus (und heutige Gutshaus) Oldershausen

Einer Legende nach soll das Stammhaus in Oldershausen im 11. Jahrhundert durch Heinrich den Langen von Westerhof erbaut worden sein, der als Erster der Familie den Namen von Oldershausen angenommen habe. Sein Lieblingswort soll gewesen sein: „dat du old warst“, wodurch er den Beinamen Oldwartshausen, nachmals Oldershusen, erhalten habe.
Das Geschlecht wird im Jahre 1197, mit Hermannus de Altwardeshusen als gräflich Eversteiner Zeuge, urkundlich genannt. Wichtigster Zeuge dieser Eversteiner Schenkung für das Kloster Amelungsborn ist der Graf von Homburg, neben dem der Herr von Oldershausen als Freier gelistet wird. Ob der bereits 1188 in einer Stift Gandersheimer Urkunde als Zeuge genannte Marschall Hermann ein Angehöriger der Familie war, ist hingegen möglich, aber unbewiesen.
Die von Oldershausen erarbeiteten sich nach dem Aussterben der Grafen von Northeim Besitz im vormaligen Liesgau. Im 13. Jahrhundert waren sie Vasallen der Grafen von Dassel und traten nach deren Aussterben in die Dienste der Welfen. Seit dem Ende des 13. Jahrhunderts sind die von Oldershausen Erbmarschälle der Fürstentümer Braunschweig, Göttingen und Grubenhagen, später erhielten sie diese Würde auch im Fürstentum Calenberg.
Am 25. April 1294 übernahmen die Herren von Oldershausen die Vogtei über den Gutskomplex des St.-Blasien-Klosters in Elwaldishusen (Eboldshausen).
Als Dietrich von Stasvorde, Drost des Reichsstiftes Gandersheim, kurz vor dem Jahr 1400 ohne männliche Erben starb, ging nach Gandersheimer Dienstmannenrecht, aber gegen den Einspruch des Hans von Gitter, das erbliche Drostenamt auf dessen Schwager Bertold Spade (1375–1428) über. Äbtissin Agnes II. von Gandersheim belehnte am 24. August 1415 Bertold Spade zusammen mit Werner von Oldershausen mit dem Gandersheimer Drostenamt, doch erscheinen die ritterbürtigen Spaden später wieder als alleinige Inhaber des Amtes.

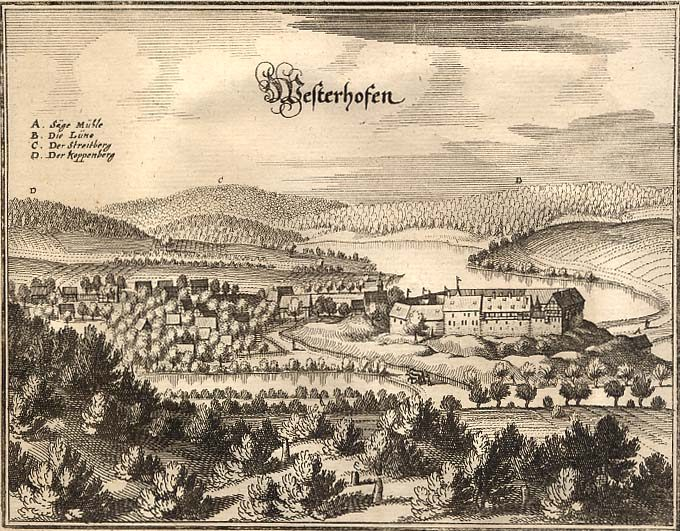
Dorf und Burg Westerhof um 1650

Am 14. Mai 1302 verkauften die von Oldershausen ihren Teil an Grafschaft und Burg Westerhof mit umfangreichen Hoheitsrechten, sowie den Gerichtsstuhl in Kalefeld, für 1020 Mark an Bischof Siegfried II. von Hildesheim. In demselben Jahrhundert stellten sie mit Ludolf VI. (1359–1361) und Ludolf IX. (1418–1446) zwei Pröpste des Einbecker Alexandristifts. Sie kamen zu zahlreichen Lehens- und anderen Rechten in einem Gebietsstreifen zwischen Harz und Solling. Die Gerichtsbarkeit hatten sie in mehreren Orten wie Oldenrode, Oldershausen, Düderode und Echte inne. Am 13. Juli 1433 sind die von Oldershausen jedoch wieder im Besitz von einem Viertel der Burg Westerhof. Am 20. Februar 1480 verkauften die Herren von Hardenberg ein weiteres Viertel an der Burg Westerhof für 700 rheinische Gulden an die von Oldershausen. Als 1519 die Hildesheimer Stiftsfehde begann, hatten die Herren von Oldershausen die gesamte Burg Westerhof für 11.000 Goldgulden in Pfandbesitz. Als Resultat der Fehde wurde die Burg mit allen Rechten 1523 den Welfen überschrieben. Sie gehörte fortan zum Herzogtum Braunschweig-Lüneburg und wurde durch einen Amtmann verwaltet.
In Düderode und anderen Orten hatten die Oldershausen laut einer Urkunde aus dem Jahr 1302 Besitz an Gütern und Leuten; das Rittergut Düderode ist bis heute im Besitz der Familie. 1360 ging der Zehnte zu Düderode vom Stift Gandersheim an die Herren von Oldershausen. Am 2. Februar 1408 stifteten sie dem Katharinenaltar der Kirche zu Willershausen Landbesitz in der Gemarkung von Düderode. In der Reformationszeit, um 1517, ging das Kirchenpatronat zu Düderode auf die Universität Helmstedt über. Wahrscheinlich 1578 wurde in der Kirche der sogenannte Baronstuhl angebaut. Darunter befindet sich ein Erbbegräbnis derer von Oldershausen. 1819 wurde das Patronat von den Freiherren von Oldershausen übernommen. Sie haben damit bis heute unter anderem das Recht der Pfarrbestellung an der St.-Petri-Kirche in Düderode.
Das Gut Gebesee in Thüringen erwarb 1724 Jobst Adam von Oldershausen von den Brüdern seiner Frau Sibylle Lucretia von Wurmb. Sein Sohn Burkhardt Friedrich Anton ließ 1740 das noch bestehende barocke Schloss Gebesee errichten. 1850 verkauften die Nachfahren den Besitz.

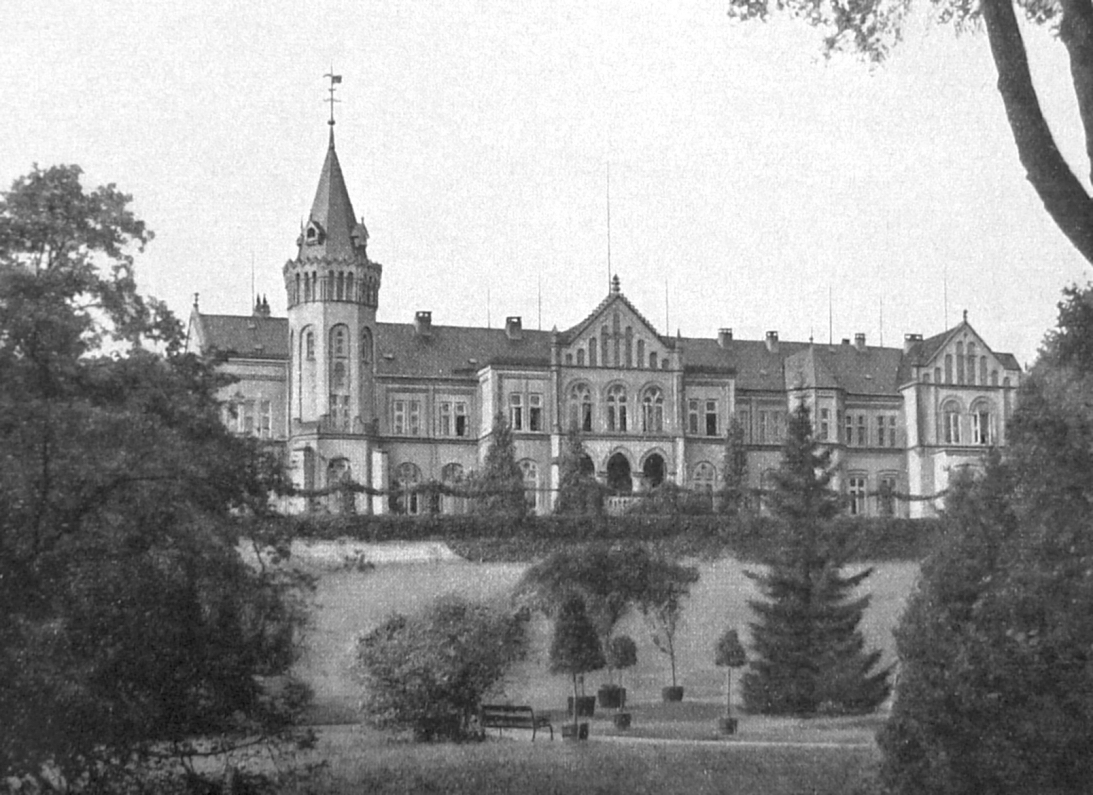
Das 1856 erbaute Schloss Oldershausen, um 1912

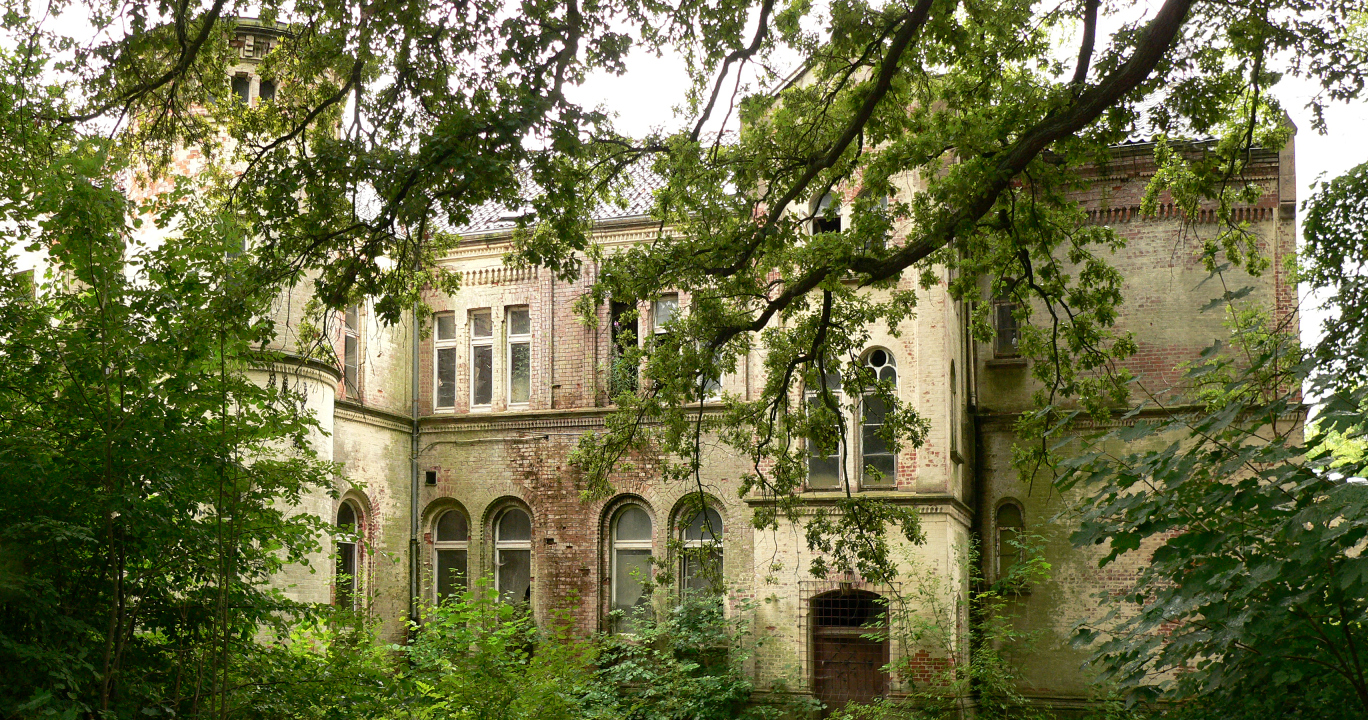
Schloss Oldershausen, 2013

Der Stammsitz der Familie in Oldershausen war um 1500 die „Hoppelburg“, von der heute noch Kellergewölbe existieren. 1538 errichtete Adam von Oldershausen einen Adelssitz in der Nähe der heutigen Gutskapelle. Dieser Sitz wurde mit dem Bau von Schloss Oldershausen aufgegeben; Freiherr Wilhelm (1777–1860) ließ dieses nach Plänen von Conrad Wilhelm Hase erbauen; sein Sohn Burchard und dessen Sohn Cuno erweiterten es. 1945 wurde das Schloss von den Alliierten beschlagnahmt, dann für Flüchtlinge und Vertriebene aus den ehemaligen deutschen Ostgebieten genutzt, ab 1947 als Heilstätte vermietet und 1974 verkauft; heute steht es leer.
Die Familie richtete 1949, nach vorübergehender Übersiedlung in das Gutshaus Düderode, ihren Wohnsitz im ehemaligen, im Jahre 1781 vom Oberjägermeister Burchard Anton Friedrich von Oldershausen erbauten Amtshaus in Oldershausen ein. Die beiden Rittergüter Oldershausen und Düderode bilden mit ihren land- und forstwirtschaftlich genutzten Flächen von ca. 1.300 ha eine wirtschaftliche Einheit, davon sind 900 Hektar Wald; sie werden heute von Philip Frhr. v. Oldershausen bewirtschaftet. Nach der Wiedervereinigung wurde der Besitz um den Forstbetrieb Morungen (Sachsen-Anhalt) anteilig erweitert. Zudem ist die Familie Eigentümerin des Service-Unternehmens Hofos GmbH, das 26 große Forstbetriebe in Niedersachsen, Sachsen-Anhalt, Thüringen und Hessen mit einer Waldfläche von insgesamt mehr als 17.500 Hektar in Deutschland sowie weitere 5.000 Hektar in Österreich betreut.

## Linien
Die bei MyHeritage erfolgte und von dort zum Teil übernommene Darstellung der Linien ist zum Teil widersprüchlich. Hier wurden die plausibelsten Angaben verwendet.

### Stammlinie
1. Herman I. von Altwardeshusen (erw. 1197; † ca. 1213), ⚭ Elisabeth von Gutstedt[12]
2. Hermann von Oldershausen (* ca. 1200; † 1263)
3. Hermann von Oldershausen (* ca. 1239; † ca. 1293), Ritter, herzoglicher Vogt in Duderstadt, Osterode und Herzberg, 1291 Marschall im Fürstentum Braunschweig-Wolfenbüttel ⚭ Adelheid von Gadenstedt
4. Bartold von Olderhausen (* ca. 1275; † ca. 1320), Ritter, Herr auf Oldershausen, ⚭ vor 1320 mit Mechthild
5. Barthold von Oldershausen (* ca. 1300; † vor 1368), 1344 Marschall im Fürstentum Göttingen, ⚭ Anna von Medem
6. Hermann von Olderhausen (* 1325; † 1429), 1369 Erbmarschall, ⚭ Elisabeth Gustedt (II.)
7. Hermann von Oldershausen (* ca. 1360; † ca. 1437), 1417 Erbmarschall unter Herzog Otto von Braunschweig-Göttingen, 1433 Pfandherr von Westenholtz, ⚭ Mechthild von Mandelsloh
8. Barthold von Olderhausen (* ca. 1410; † 1497), Erbmarschall ⚭ Ermgard von Spade
9. Ludolf von Oldershausen (* 1431; † 1473), Erbmarschall, Herr auf Willershausen, Pfandherr von Woldenstein, ⚭ Gesa von Knigge
10. Hans von Olderhausen (* ca. 1459; † 1531 Brunstein), ⚭ 1504 Agnes von Hake
11. Dietrich von Oldershausen (* 1510 Oldershausen; † 1583), ⚭ Ilse von Hanstein
12. Hans von Oldershausen (* 1556 Oldershausen; † 1624 Düderode), Herr auf Düderode, ⚭ Anna von Klencke in Hämelschenburg
13. Jobst Burchard von Oldershausen (10. Nov. 1614 Oldershausen; † 25. Nov. 1672 Oldershausen), ⚭ Dorothea Engel von Hake
14. Jobst Adam von Oldershausen (* 14. Juni 1670 Oldershausen; † 8. Januar 1726) ⚭ Sibylle Lucretia von Wurmb, Großfurra
15. Jo(b)st Ludwig Adam von Oldershausen (* 1700; † ca. 1754), 1720 Hofgerichtsassessor zu Hannover, 1726 Erbmarschall (erw. 1731 und 1733), 1737 Landdrost im Fürstentum Grubenhagen, 1738 Landdrost über das Herzogtum Lauenburg ⚭ Sophia Caroline von Redem, beerbt von seinem Bruder Burchard Anton Friedrich Freiherr von Oldershausen (* 29. Jan. 1710 Oldershausen; † 29. Okt. 1791 Hannover) ⚭ 1737 Antoinette Friederike von Reden in Stemmen, 1740 Erbauer von Schloss Gebesee, 1748 königl. großbritannischer Forstmeister, Oberhauptmann zu Erichsburg und Schloß Ricklingen, ab 1754 Erbmarschall im Kurfürstentum Hannover, 1771 königlicher Oberforst- und Jägermeister von Bremen, Verden und in den ehemaligen Fürstentümern Göttingen und Grubenhagen.
16. Adolf August Wilhelm von Oldershausen (* 27. April 1737 Oldershausen[13]; † 5. Mai 1806 Göttingen),⚭ Friederike Caroline Ernestine von Wurmb
17. Wilhelm Friedrich Karl von Oldershausen (* 20. Mai 1777 Northeim; † 6. August 1860 Wiesbaden) Besitzer von Oldershausen, Erbauer der historistischen Schlossanlage 1853–56, ⚭ Wilhelmine Dorothea Eicken (* 19. Juni 1786 Bad Gandersheim; † 28. April 1824 Oldershausen) 4. Juli 1808, Gandersheim, 2. mit Amalie von Grone 22. Mai 1825 Gandersheim
18. Burghard von Oldershausen (* 19. März 1815 Oldershausen; † 21. März 1864 Oldershausen)
19. Cuno Freiherr von Oldershausen (1843–1914) Besitzer von Oldershausen, Erbmarschall und Mitglied des Deutschen Reichstags.
20. Burghard Freiherr von Oldershausen (1877–1939), königlich preußischer Regierungsassessor, Besitzer von Oldershausen, Düderode und Vogelsang
21. Jobst Freiherr von Oldershausen (1913–2010) Besitzer von Oldershausen, Düderode und Vogelsang[10]
22. Ludolf Freiherr von Oldershausen (* 7. Januar 1943), Forstmeister im Dienst des Hauses Hannover[14] und langjähriges Vorstandsmitglied der Arbeitsgemeinschaft für Agrarfragen (AfA).[15]
23. Philip Freiherr von Oldershausen, bewirtschaftet Oldershausen und Düderode

### Linie Franz Jost

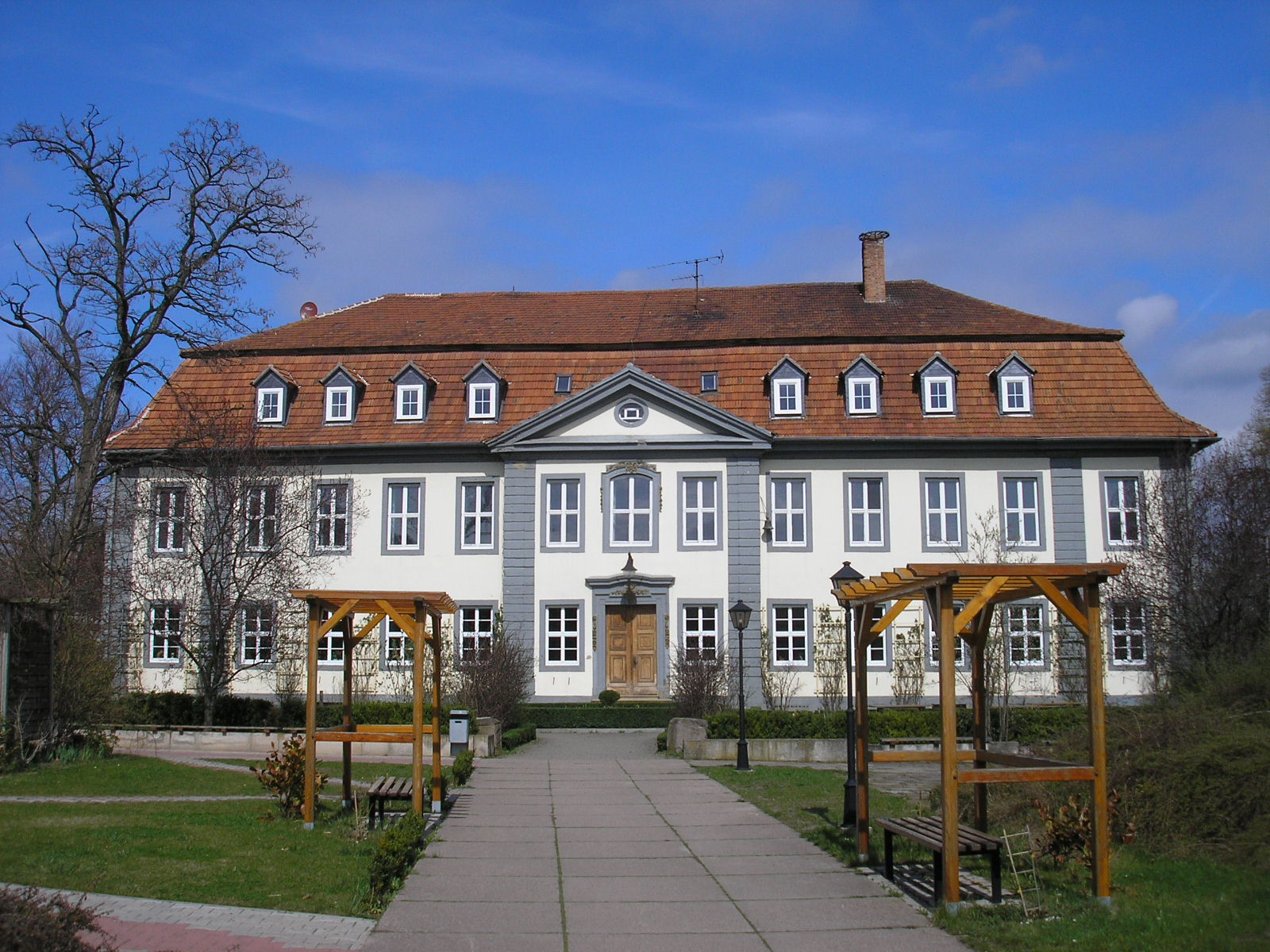
Das um 1740 von Burchard Anton erbaute Schloss Gebesee (2009)

1. Franz Jost Friedrich von Oldershausen (* 17. Dez. 1734; † 22. Dez. 1819), älterer Bruder von Adolf von Oldershausen (1737–1806), königlich großbritannischer Hofjunker, Drost von Burgdorf und Moringen, ⚭ 1767 Ernestine von Wenckstern
2. Burchard Detlef Carl Friedrich von Oldershausen (* 27. Juni 1769; † 11. Dezember 1824), 1787 Student an der Universität Göttingen, 1812–1824 Oberhauptmann von Oldenstadt.[16]⚭ Sophie von Reden.[17]
3. Carl Freiherr von Oldershausen (* 26. Januar 1816 in Oldenstadt; † 12. Dezember 1884 in Halle), 1851–1871 Oberbürgermeister von Erfurt, danach Kammerdirektor der Grafen zu Stolberg-Stolberg
4. Jobst Freiherr von Oldershausen, (* 3. Mai 1846 Gebesee; † 19. Sept. 1917 Förste), ⚭ 5. Mai 1874 Elisabeth Wöhler in Schwerin
5. Hans Freiherr von Oldershausen (* 8. Februar 1876 Förste; † 12. Februar 1956 Förste) und Werner Freiherr von Oldershausen (* 27. Sept. 1885 Kulm, Westpreußen; † 1966) ⚭ 25. Jan. 1910 Elisabeth Charlotte Gritzner in Weimar
6. Jobst Freiherr von Oldershausen, Sohn von Werner, (* 5. Juli 1914; † 12. März 1945), Soldat in der Wehrmacht, gefallen

### Ast Franz
1. Franz von Oldershausen (1797–1876), königlich hannoverischer Major, jüngerer Bruder von Wilhelm Friedrich Karl von Oldershausen (1777–1860)
2. Ernst von Oldershausen (1827–nach 1886), k.u.k. Rittmeister
3. Martin Freiherr von Oldershausen (1865–1924), Generalleutnant, Ritter des Ordens Pour le Mérite und Kommandeur II. Klasse des Militär-St.-Heinrichs-Ordens;
4. Erich Freiherr von Oldershausen (1872–1945), Generalleutnant, Ritter des Ordens Pour le Mérite mit Eichenlaub sowie im Ersten Weltkrieg Chef des Feldeisenbahnwesens.
5. Hans-Felch Freiherr von Oldershausen (1920–2004), Chefarzt der Medizinischen Klinik I des Kreiskrankenhauses Friedrichshafen.

## Standeserhöhungen
Der königlich preußische Kammerherr Carl von Oldershausen auf Gebesee erhielt am 23. April 1824 den erblichen preußischen Freiherrenstand.
Am 27. November 1882 erfolgte zu Berlin die preußische Anerkennung des Freiherrenstandes (für die Brüder Franz, auf Förste bei Osterode am Harz, Landschaftsrat und Erbmarschall der Fürstentümer Calenberg, Göttingen und Grubenhagen, und Carl von Oldershausen, gräflich stolbergischen Kammerdirektor, die Brüder Cuno, auf Oldershausen, Jobst, königlich preußischen Secondeleutnant im Husarenregiment 15, und Curt von Oldershausen, die Brüder Ernst, kaiserlich-königlichen Rittmeister i. R., und Cuno von Oldershausen, sowie Adolf von Oldershausen, kaiserlich-königlichen Oberleutnant i. R.).

## Wappen
Das Stammwappen wurde im Diplom von 1882 festgelegt: Geviert, die roten Felder 1 und 4 je bestreut mit neun (3, 3, 3) goldenen Rosen, die goldenen Felder 2 und 3 ohne Bild. Auf dem Helm mit rot-goldenen Decken ein offener, von Rot und Gold übereck geteilter Flug, dessen rote Teile mit neun goldenen Rosen wie im Schild bezeichnet sind.
Der Schweizer Theologe und Lexikograph Jakob Christoph Iselin (1681–1737) führte in seinem Neu-vermehrten historisch- und geographischen allgemeinen Lexicon an, dass die von Oldershausen ursprünglich von den Herren von Westerhofen abstammten. Die Familie von Westerhof führte auch im roten Schild oben zwei goldene Rosen, unten aber einen goldenen Löwen, wie ein Siegel an einer Urkunde aus dem Jahr 1255 beweist. Mit der Urkunde bestätigen Heinrich von Westerhof und Hermann von Oldershausen, dass der Propst Berthold des Klosters St. Jakobi in Osterode am Harz die Ansprüche des Lippold Hoye und seiner Neffen an 23 Morgen Land in Eisdorf, die Herr Ambrosius für das Kloster erworben hatte, abgelöst hat.
Auch Zedlitz erwähnte noch 1837: „Dieses uralte freiherrliche Geschlecht, das auch in einer jetzt erloschenen gräflichen Linie blühte, hat früher v. Westerhofen geheissen. Der erste Oldershausen war Heinrich der Lange, geb. 999.“ Das Oldershäuser Wappen beschreibt er aber so, dass man es für eine Missinterpretation des eigentlichen Wappenbildes, das ja Rosen statt „Vollmonden“ zeigt, bzw. eine Variante halten muss: „Diese Familie führt ein quadrirtes Schild. Die Felder l und 4 sind roth, die Felder 2 und 3 silbern. In den rothen Feldern stehen zwei Reihen goldener Vollmonde, jede zu drei; auf dem Helme aber sind zwei weiss und roth geviertete Adlerflügel, die rothen Felder mit den Monden belegt. Die Decken roth und silbern.“
Der Wappenschild der Familie von Oldershausen wurde zum Wappen von Oldershausen in der niedersächsischen Gemeinde Kalefeld. Auch das Gemeindewappen von Kreiensen enthält die Oldershäuser Rosen.

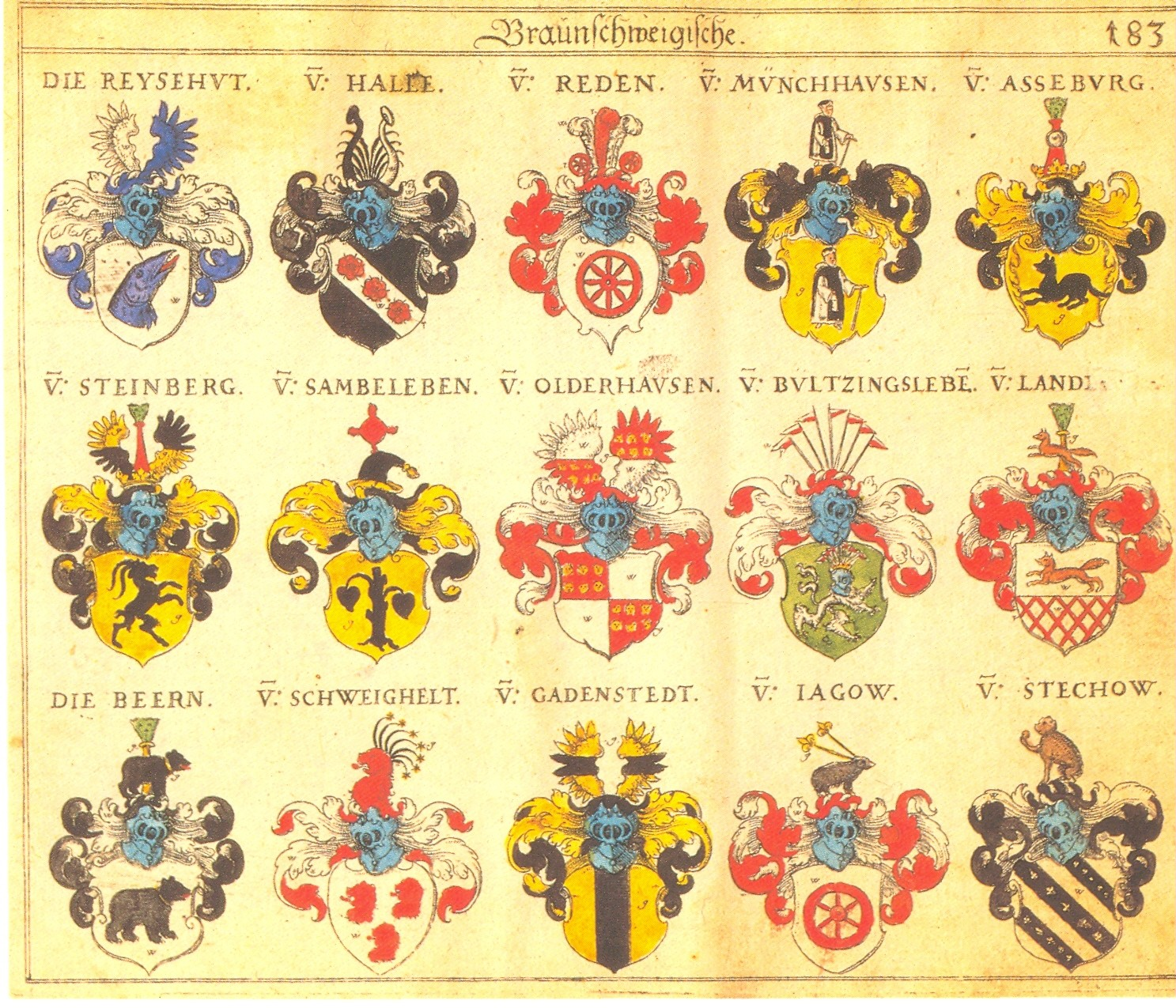
Wappen derer von Oldershausen in Johann Siebmachers Wappenbuch von 1605, Tafel 185
Wappen von Oldershausen in der Gemeinde Kalefeld
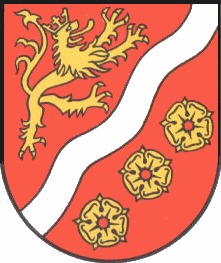
Wappen von Kreiensen